# Wapen van Hijlaard

Wapen van Hijlaard

Het wapen van Hijlaard is het dorpswapen van het Nederlandse dorp Hijlaard, in de Friese gemeente Leeuwarden. Het wapen werd in 2001 geregistreerd.

## Beschrijving
De blazoenering van het wapen in het Fries luidt als volgt:
klokgevelfoarmich trochsnien: a. yn blau twa gouden leeljes; b. yn goud inoansjende swarte kowekop mei in kylblês; in read skyldhaad, belein mei in sulveren krús.
De Nederlandse vertaling luidt als volgt: 
klokgevelvormig doorsneden: a. in blauw twee gouden lelies; b. in goud aanziende zwarte koeienkop met een kielvormige bles; in rood schildhoofd, belegd met een zilveren kruis.
De heraldische kleuren zijn: azuur (blauw), goud (goud), sabel (zwart), keel (rood) en zilver (zilver).

## Symboliek
- Klokvormige deling: verwijst naar de gevel van de toren van de plaatselijke Johannes de Doperkerk.[2]
- Koeienkop: duidt op het agrarische karakter van het dorp.[2]
- Fleurs de lis: ontleend aan de wapens van de geslachten Van Aylva en Van Mockema die de Tjessinga State in het dorp bewoond hebben.[2]
- Schildhoofd: een rood vlak met een wit kruis is een symbool voor Johannes de Doper, patroonheilige van de kerk van Hijlaard.[2]
- Blauwe baan: staat voor de Hijlaardervaart, een belangrijke verbinding met de buitenwereld.[2]

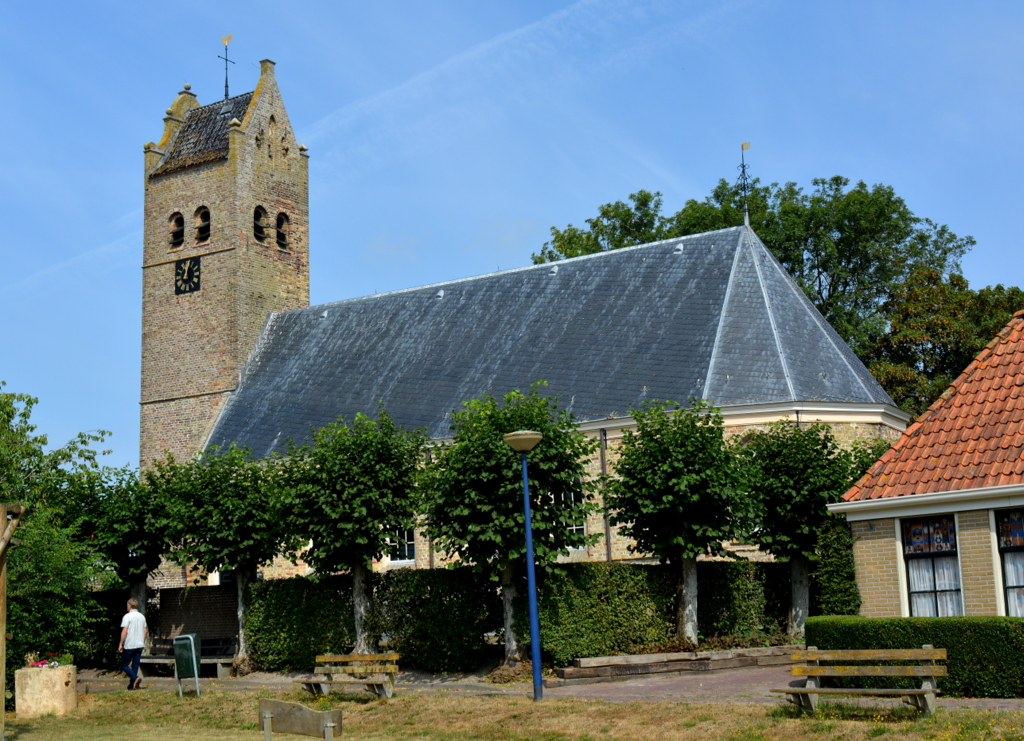
De kerk van Hijlaard met markante klokgevel.
Het wapen van Van Aylva.
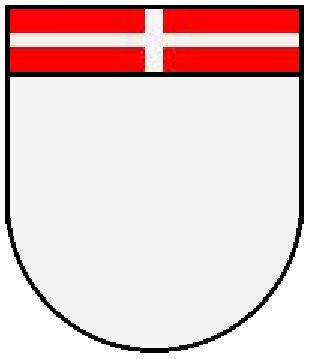
Schildhoofd dat een baljuw-grootkruis van de Orde van Malta mag voeren. Beschermheilige van deze orde is Johannes de Doper.

## Zie ook

Vlag van Hijlaard